# Richard Ackermann (Maler)

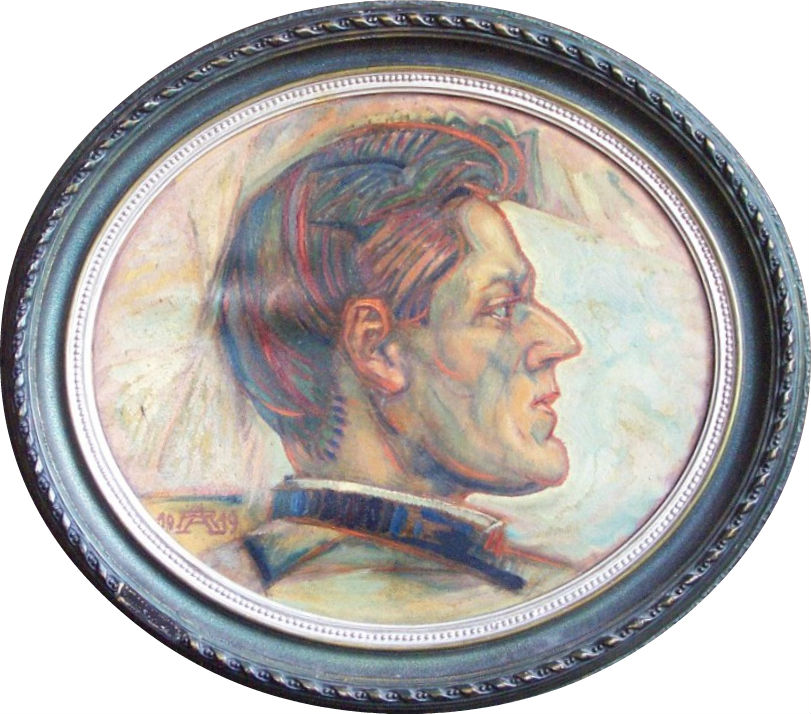
Richard Ackermann, Selbstporträt, 1919, Franziskanermuseum Villingen-Schwenningen, Inv.-Nr. 12755

Richard Ackermann (* 11. September 1892 in Villingen im Schwarzwald; † 10. Juli 1968 ebd.) war ein deutscher Maler und Grafiker.

## Leben
Richard Ackermann wurde 1892 als Sohn des Textilkaufmanns Wilhelm Ackermann und seiner Frau Anna (geb. Martin) in Villingen geboren. Mehrere Mitglieder seiner Familie waren künstlerisch tätig: Sein Urgroßvater Dominik Ackermann der Ältere, genannt „Ölmüller“, tat sich als Bildhauer und als Schnitzer von Schemen hervor, sein Großvater Dominik der Jüngere war Landschaftsmaler. Richard zeigte früh zeichnerisches und musikalisches Talent, das in der großbürgerlichen Familie gezielt gefördert wurde. Nach dem Besuch des Villinger Realgymnasiums ging er von 1909 bis 1912 bei einem Freiburger Glasmalerei-Atelier in die Lehre und studierte zeitgleich am dortigen Konservatorium Musik. 1912 wechselte er zu einem Studium der Glasmalerei, Grafik und Malerei auf die Karlsruher Kunstakademie. Im Ersten Weltkrieg, für den er sich 1914 als Freiwilliger gemeldet hatte, wurde er schwer verwundet und erlitt eine lebenslange Gehbehinderung. Gemeinsam mit seinem Freund und Künstlerkollegen Jakob Weidemann fertigte er im Paderborner Lazarett Skizzen und Ölgemälde der Stadt Villingen. Dort ließ er sich nach seiner Rückkehr zunächst als freischaffender Maler nieder, zog 1928 nach Frankfurt, ein Jahr später nach Berlin, und eröffnete 1934 ein Atelier in Nordhausen. Es folgten kurze Aufenthalte in Italien und in der Schweiz, bevor er wieder nach Villingen zurückkehrte. Der als Expressionist der „entarteten Kunst“ bezichtigte Maler lebte während der NS-Zeit in schwierigen finanziellen Verhältnissen. Zu seinen wichtigsten Werken in dieser Zeit zählt die Kunstkartenserie Vom Schwarzwald und seinen Trachten und die Aquarell-Serie zur Wallfahrtskirche „Maria in der Tanne“, die als Auftragsarbeiten für den mit ihm befreundeten Fabrikanten Hermann Schwer entstanden. Trotz seiner Behinderung wurde Ackermann während des Zweiten Weltkrieges zum Militärdienst bei der Luftabwehr eingezogen und geriet im April 1945 in französische Kriegsgefangenschaft. In der Nachkriegszeit folgte eine neue Blütezeit seines Schaffens, in der er unter anderem ein Triptychon für die Südstadtschule (1954), das Wandbild Die Lichtrakete in der Handelsschule (1960) und Zyklenmappen wie Die Romeius-Quelle (1958) schuf. Richard Ackermann starb am 10. Juli 1968.

## Werk
Das Werk Ackermanns im expressionistischen Stil umfasst Lithographien, Holzschnitte und Malereien in Öl, Aquarell und Tempera. Von ihm stammen zahlreiche Bilderzyklen, Mappen, Tafelbilder und Fresken, oft mit religiösem oder lokalhistorischem Bezug. Ein häufiges Motiv seiner Werke ist der Villinger Riese Romäus, der bei Ackermann den Charakter eines mythischen Helden in der Tradition von Darstellungen des Kriegsgottes Mars erhält. Ackermann zählt zu den ersten Vertretern der modernen Kunst im Villinger Raum.

## Ausstellungen (Auswahl)
- 1998: Beruf: Künstler. Arbeit und Lebensverhältnisse Villinger Maler in der ersten Hälfte unseres Jahrhunderts, 26. September bis 31. Oktober 1998, Franziskanermuseum Villingen-Schwenningen
- seit 2016: Ausstellungszyklus Sammlung Heinzmann, Museum Altes Rathaus, Villingen-Schwenningen